# Кэмпбелл, Арчибальд, 4-й граф Аргайл
Арчибальд Кэмпбелл (англ. Archibald Campbell; ок. 1507 — 1558), 4-й граф Аргайл (с 1529 года) — шотландский барон из рода Кэмпбеллов, один из первых шотландских аристократов перешедших в протестантство.
Арчибальд Кэмпбелл был сыном Колина Кэмпбелла, 3-го графа Аргайла. После того, как в 1529 году умер отец Арчибальда, на протяжении всей своей жизни удерживавший в повиновении гэльские кланы Западной Шотландии, немедленно подняли восстание лидеры горцев на Гебридских островах. Вожди Мак-Линов и Мак-Дональдов разорили владения Кэмпбеллов. В ответ молодой граф Аргайл предпринял поход на острова и обратился за помощью к королю Шотландии Якову V. Обещая навести порядок в горных регионах страны и возобновить сборы королевских рент, Аргайл просил о предоставлении ему особых полномочий в Западной Шотландии, которыми обладали его отец и дед. Однако король ответил отказом. Наоборот, Яков V предоставил защиту врагам Аргайла из горских кланов и возложил на них заботу о сборе налогов в регионе. Король испытывал недоверие к крупным шотландским аристократам и старался как можно больше урезать из влияние в стране. Аргайл был принужден отказаться от части своих земель и даже некоторое время провел под арестом.
Лишь после смерти Якова V в конце 1542 году Аргайлу удалось вернуться в шотландскую политику. Он вошел в регентский совет при несовершеннолетней королеве Марии Стюарт, который возглавлял Джеймс Гамильтон, граф Арран. Однако привлечение Арраном к участию в управлении страной про-английских баронов вызвало недовольство Аргайла и его отставку. Он сблизился с про-французской партией королевы-матери Марии де Гиз и кардинала Битона. В 1544 году эта группа пришла к власти в Шотландии. В дальнейшем Аргайл активно участвовал в военных операциях против Англии, освобождал от англичан Данди и сражался в битве при Пинки.
Перелом в судьбе Аргайла наступил в середине 1550-х годов. В это время в Шотландии все большую популярность приобретало протестантство. Один из основоположников реформаторской церкви Джон Нокс своими проповедями произвел огромное впечатление на графа и обратил его в свою веру. В 1557 году Аргайл вместе со своим сыном и рядом других баронов подписали «Первый союз» дворян-протестантов. Их усилиям вскоре удалось совершить в стране революцию и направить Шотландию на путь развития протестантства и сближения с Англией.